# Élections législatives ouzbèkes de 2019-2020
Les élections législatives ouzbèkes de 2019-2020 ont lieu le 22 décembre 2019 et le 5 janvier 2020, afin de renouveler la Chambre législative (Oliy Majlis) de l'Ouzbékistan. Des élections régionales et municipales sont organisés en même temps que le premier tour.
Le scrutin aboutit à de légères variations en sièges des partis composant la chambre, tous acquis au gouvernement du président Shavkat Mirziyoyev.

## Contexte
Shavkat Mirziyoyev est élu président de la République le 4 décembre 2016 après la mort d'Islam Karimov. Le nouveau président engage des réformes inédites dans le pays, procédant à une ouverture économique, politique et religieuse visant à redorer son image à l'international, dont notamment l'ouverture des frontières et la libération de prisonniers politiques, malgré le maintien d'un système judiciaire autoritaire et de violations des droits humains,. En matière religieuse, le pays revient sur sa politique anti-théiste héritée de l'ère soviétique. Les mosquées sont autorisées à diffuser par microphone les appels à la prière, et le président qualifie la politique de son prédécesseur de « tragédie », ajoutant que l'islam est « lumière ». Enfin, les autorités demandent que les jeunes filles allant à l'école portent des jupes leur arrivant en dessous du genou.

## Système électoral
La chambre législative est la chambre basse du parlement bicaméral de l'Ouzbékistan. Elle est composée de 150 sièges dont 135 pourvus pour cinq ans au scrutin uninominal majoritaire à deux tours dans autant de circonscription électorale. Pour être élu au premier tour, un candidat doit réunir la majorité absolue des suffrages exprimés, à condition cependant que la participation dans la circonscription concernée franchisse le quorum de 33 % des inscrits. À défaut, un second tour est organisé entre les deux candidats arrivés en tête, et celui recueillant le plus de voix est déclaré élu.
Jusqu'en 2009, le parlement était uniquement composé d'élus indépendants, les partis n'étant pas autorisés. Depuis, quatre partis créé par le pouvoir et dépendants de lui sont officiellement reconnus et peuvent concourir aux élections : le Parti libéral-démocrate, le Parti démocrate de la renaissance nationale d'Ouzbékistan, le Parti démocratique populaire et le Parti social-démocrate de la justice, auxquels s'ajoute le Parti écologiste d'Ouzbékistan, qui ne participe pas directement aux scrutins. Ces partis forment ainsi un multipartisme de façade, aucun réel parti d'opposition n'étant reconnu. Depuis un amendement de 2008, le Parti écologiste d'Ouzbékistan s'ajoutait à ces quatre partis en occupant de droit 15 sièges au parlement. Cette disposition est cependant supprimée en 2019. Des élections régionales et municipales sont organisés en même temps que le premier tour.

## Résultats
|                           |                                                           |              |              |              |             |             |             |       |               |  |
| Partis                    | Partis                                                    | Premier tour | Premier tour | Premier tour | Second tour | Second tour | Second tour | Total | +/-           |  |
| Partis                    | Partis                                                    | Voix         | %            | Sièges       | Voix        | %           | Sièges      | Total | +/-           |  |
|                           | Parti libéral-démocrate d'Ouzbékistan                     |              |              | 42           |             |             | 11          | 53    | 1             |  |
|                           | Parti démocrate de la renaissance nationale d'Ouzbékistan |              |              | 34           |             |             | 2           | 36    | en stagnation |  |
|                           | Parti social-démocrate de la justice                      |              |              | 20           |             |             | 4           | 24    | 4             |  |
|                           | Parti démocratique populaire d'Ouzbékistan                |              |              | 18           |             |             | 4           | 22    | 5             |  |
|                           | Parti écologiste d'Ouzbékistan                            |              |              | 11           |             |             | 4           | 15    | en stagnation |  |
|                           |                                                           |              |              |              |             |             |             |       |               |  |
| Suffrages exprimés        |                                                           |              |              |              |             |             |             |       |               |  |
| Votes blancs et invalides |                                                           |              |              |              |             |             |             |       |               |  |
| Total                     | Total                                                     | 13 963 627   | 100          | 125          | 1 978 048   | 100         | 25          | 150   | en stagnation |  |
| Abstentions               | Abstentions                                               | 4 834 183    | 25,72        |              | 1 169 873   | 37,16       |             |       |               |  |
| Inscrits / participation  | Inscrits / participation                                  | 18 797 810   | 74,28        | 3 147 921    | 62,84       |             |             |       |               |  |

## Analyses

Parti arrivé en tête par circonscription.

Les élections n'apportent que peu de changement dans la composition de la chambre législatives. Les cinq partis autorisés à concourir, tous considérés comme acquis au pouvoir en place, n'observent que de légères variations du nombre de leurs députés. Le Parti écologiste d'Ouzbékistan parvient à conserver ses quinze sièges malgré la fin de sa représentation de droit.